# Jodis subtractata
Jodis subtractata là một loài bướm đêm trong họ Geometridae.